# Santa Marta (métro de Mexico)
Pour les articles homonymes, voir Santa Marta (homonymie).
Santa Marta est une station de la Ligne A du métro de Mexico, dans la délégation Iztapalapa.

## Situation sur le réseau
Établie en surface, la station Santa Marta de la ligne A du métro de Mexico, est située entre la station Acatitla, en direction du terminus nord-ouest Pantitlán, et la station Los Reyes, en direction du terminus sud-est La Paz.

## Histoire
La station ouverte en 1991, doit son nom à la proche colonia Santa Martha Acatitla, la ville préhispanique d'Acatitla ayant reçu le nom de la sainte patronne de la région, Marthe de Béthanie. Son icône est l'image de la sainte tenant un vase.